# 현구생가
현구생가는 대한민국 전라남도 강진군 강진읍에 있다. 2013년 9월 25일 강진군의 향토문화유산 제51호로 지정되었다.

## 개요
김현구 시인(1904~1950)이 태어난 곳  영랑 김윤식 선생의 시적 동반자이며, 시문학파 시인으로 활동한 김현구 시인의 집  김현구 시인의 첫째 형 김현봉, 둘째 형 김현상도 강진독립운동에 선도적 역할을 함.(현구시인뿐만 아니라 형제들이 태어난 곳)